# Lilla istiden

Diagrammet visar tolkningar av historiska temperaturdata.

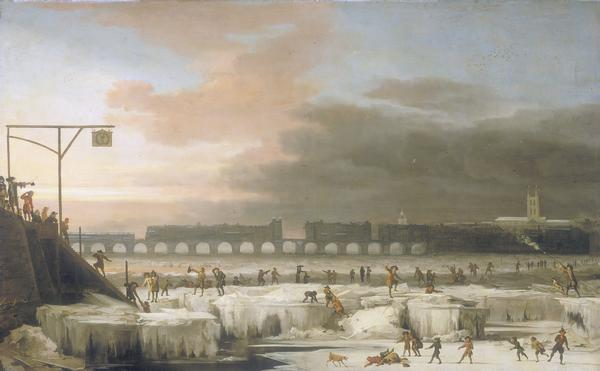
Målning från 1677 där Themsen ligger frusen.

Den lilla istiden var en period med betydande nedkylning av klimatet som inträffade efter den medeltida värmeperioden. Även om det inte var en egentlig istid, används begreppet i den vetenskapliga litteraturen sedan det introducerades av François E. Matthes år 1939. Perioden varade olika länge i olika regioner men definieras ofta som från omkring år 1350 till omkring 1850, alternativt mellan 1430 och 1850 eller från 1500-talet till mitten av 1800-talet.
Tre särskilt kalla perioder kan urskiljas: mitten av 1300-talet, cirka 1570–1710 och cirka 1790–1880. Varmare intervall inföll mellan dessa kalla perioder. Globalt sett kan det kallaste århundradet under lilla istiden, 1600-talet, ha varit omkring 1 °C kallare än temperaturen under 1900-talet, men i vissa regioner var nedkylningen betydligt större medan den var mindre i andra. I Alaska, Skandinavien och i Alperna var det 2 °C kallare än idag. I Karibiska havet var ytvattnet 2–3 °C kallare under lilla istiden än det är idag medan skillnaden var mindre i Sargassohavet. Nedkylningen utanför Mauretaniens kust var minst lika stor som den i Karibiska havet. 
Edward Walter Maunder har visat att lilla istiden kan ha ett samband med bristen på solfläckar. Detta kallas Maunders minimum. Energitillförseln från solen varierar med ca 0,1% som resultat av solfläckscykeln. Olika återkopplingar gör sedan att denna effekt förstärks. Ett exempel på återkoppling är att nedkylning gör att snö täcker ett större område under längre tid, vilket reflekterar mer strålning som annars skulle omvandlats till värme.
Den lilla istiden medförde kalla vintrar i många delar av världen, vilket är utförligt dokumenterat i Europa och Nordamerika. Glaciärerna i Alperna växte, speciellt i mitten på 1800-talet. Floden Themsen i England och kanaler och floder i Nederländerna (där skridskoåkning blev populärt) frös ofta till på vintern. 
Klimatförändringen möjliggjorde att Karl X Gustav kunde genomföra tåget över Bält år 1658, och tros ha varit en orsak till att den nordiska kolonisationen av Grönland upphörde under 1500-talet.
Den tyske historikern Philipp Blom har i sin uppmärksammade bok Lilla istiden framfört teorin att de förändrade klimatbetingelserna framtvingade ett förändrat jordbruk och ekonomiskt system, vilket i sin tur banad väg för upplysningen och därmed den moderna världens födelse.